# Gorgui Dieng
Gorgui Sy Dieng (* 18. ledna 1990, Kébémer) je senegalský basketbalista hrající za tým Atlanta Hawks v americké NBA. Měří 208 cm a váží 114 kg. Hraje na postu centra.
Od roku 2009 žije v USA, kde hrál za studentské týmy Huntington Prep a Louisville Cardinals, se kterým v roce 2013 vyhrál šampionát National Collegiate Athletic Association. V roce 2013 byl jako celkově 21. draftován týmem Utah Jazz, který ho přenechal týmu Minnesota Timberwolves. Zde působil do února 2020, kdy přestoupil do Memphis Grizzlies. V březnu 2021 odešel do San Antonio Spurs. V srpnu 2021 uzavřel smlouvu s Atlanta Hawks.
Za senegalskou mužskou basketbalovou reprezentaci hrál na Mistrovství světa v basketbalu mužů 2014, kde jeho tým skončil na šestnáctém místě. Startoval také na Mistrovství Afriky v basketbalu mužů v letech 2015 (čtvrté místo) a 2017 (třetí místo). Na obou turnajích byl vybrán do ideální sestavy.